# Ipuki

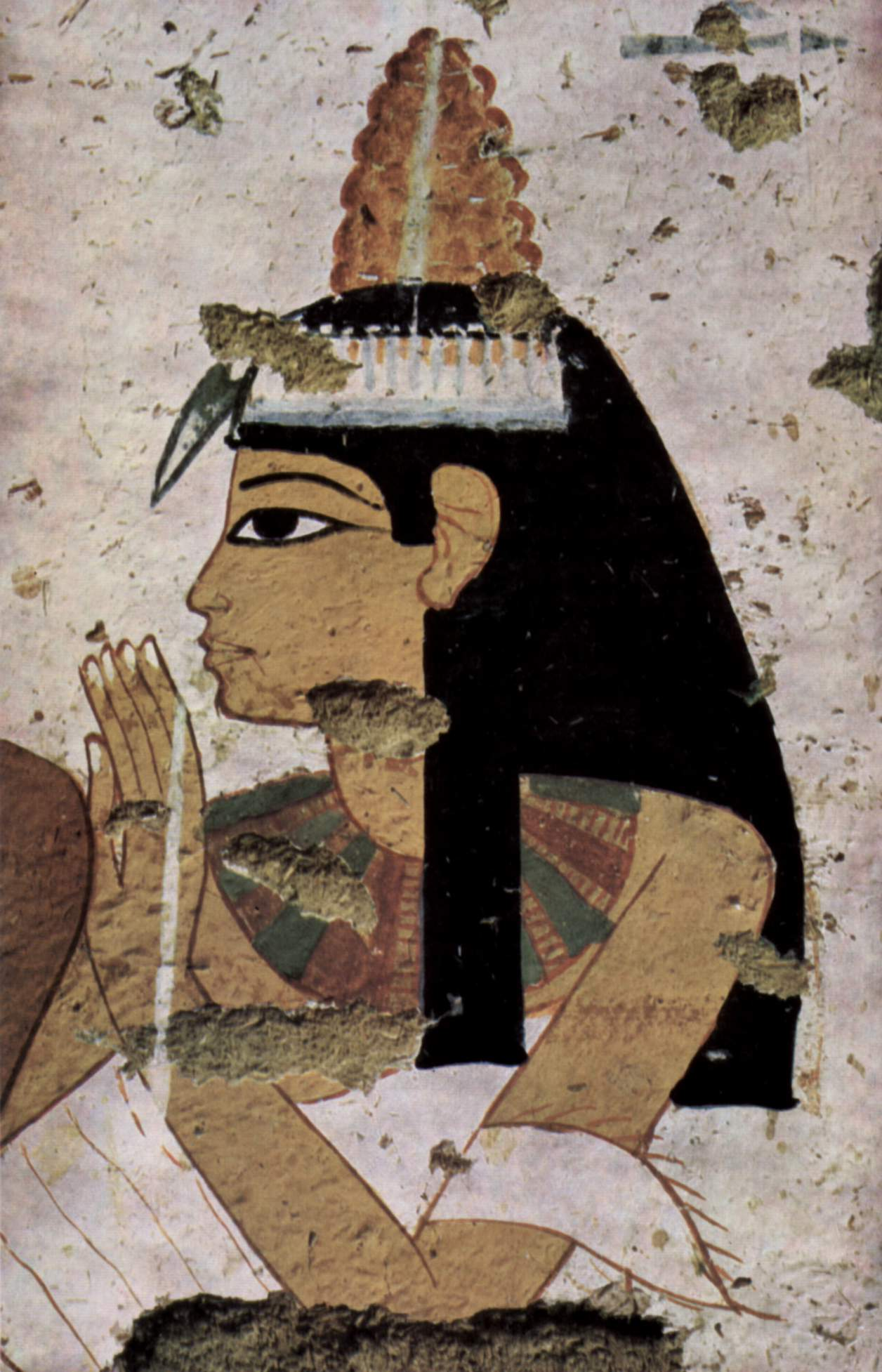
Ipuki feleségének képe a TT181 sírban

Ipuki ókori egyiptomi szobrász volt Thébában, a XVIII. dinasztia idején. Itt épült sírjából, a TT181-ből ismert.
Apja neve Szenetjer volt. Ipuki IV. Thotmesz és III. Amenhotep idején működött; feltehetőleg mindkét uralkodó sírján dolgozott. Sírjában, a TT181-ben maradt fenn róla, hogy „a Két Föld ura szobrászainak elöljárója” volt. A sírt egy Nebamon nevű szobrásszal osztotta meg, aki talán munkatársa volt; Nebamon valószínűleg Ipuki özvegyét vette feleségül, ezért temetkezett ő is ebbe a sírba. A sírban Ipukit együtt ábrázolják feleségével. Nem tudni, maga Ipuki is dolgozott-e saját sírján. Ez az utolsó olyan sír, mely művész számára készült a Nemesek völgyében; a sírokon később dolgozó munkások és művészek már Dejr el-Medina településen temetkeztek. Nem tudni, hogy Hi, a rajzoló, akit a sír feliratai említenek, Ipuki vagy Nebamon testvére volt; valószínűleg az utóbbié.

## Fordítás
- Ez a szócikk részben vagy egészben  az   Ipuki című angol Wikipédia-szócikk ezen változatának fordításán alapul.  Az eredeti cikk szerkesztőit annak laptörténete sorolja fel. Ez a jelzés csupán a megfogalmazás eredetét és a szerzői jogokat jelzi, nem szolgál a cikkben szereplő információk forrásmegjelöléseként.